# Sjednocující souborový systém
Sjednocující souborový systém, respektive sjednocující připojení souborových systémů jsou pojmy z oboru operačních systémů, které označují přístup, kdy je do jednoho adresáře zkombinován obsah z více souborových systémů. Ty mohou být přitom uloženy na různých datových médiích – typickým využitím je zkombinování datového média neumožňujícího další zápis (CD-ROM, DVD) s médiem, které zápis umožňuje.
Tento přístup je podporován v řadě operačních systémů. V systému Plan 9 patří mezi jeho základní koncepty a zbytek systému je tomuto přístupu rovnou uzpůsoben. 
Naopak do systémů unixového typu byla podpora přidávána dodatečně s nutností respektovat předchozí návrhová rozhodnutí, standardy a zvyklosti. Mezi první pokusy patřil Translucent File Service v SunOS v roce 1988. V BSD Unixu se objevila první podpora v roce 1994, přičemž navazovala na předchozí pokusy, na Plan 9 a na podporu souborových systémů v Springu. Pro  Linux se objevila první podpora ve verzi 0.99 v roce 1993, jednalo se o Inheriting File System, ale tento projekt byl záhy opuštěn. Dalšími implementacemi byly UnionFS, v roce 2006 aufs a v roce 2009 OverlayFS, který byl v roce 2014 začleněn přímo do linuxového jádra.